# Asger Juul
Asger Callisen Juul, född 9 maj 1874 i Århus, död 1 mars 1919 i Köpenhamn, var en dansk musiker.
Juul studerade ursprungligen medicin, men övergick till musiken, blev lärjunge till Gotfred Matthison-Hansen och till Orla Rosenhoff samt 1904–05 till Hugo Riemann i Leipzig. Efter sin hemkomst verkade han dels som musikpedagog, dels som organist och musikkritiker i Köpenhamn, från 1910 kantor och från 1915 tillika organist vid Sankt Matthæus Kirke samt förflyttades 1919, några månader före sin död, som kantor till Roskilde domkyrka.
Juul utgav ett antal sånger och pianostycken, men kände sig efterhand alltmer dragen till kyrkosången, vars återfödelse i gammalkristen form han hade som mål. Som resultat föreligger hans Aandeligt Sangværk, tre stora band, innehållande 175 kyrkliga kompositioner, varav omkring 100 psalmer och andliga sånger, vidare växelsånger till liturgisk användning, ett Te Deum och ett Requiem, slutligen Verdens dejligste Rose av H.C. Andersen, allt detta i kyrklig a cappella-stil, en slags förnyelse av Giovanni Pierluigi da Palestrina med moderna drag av Max Reger i dansk-evangelisk tappning.